# گزارش ورزشی
گزارش ورزشی یک برنامه پخش زنده تلویزیونی است که مسابقات یوفا را پوشش می‌دهد و از شبکهٔ سه پخش می‌شود. تهیه‌کنندهٔ این برنامه پویا خسروی است. این برنامه به پخش مسابقات لیگ‌های اروپایی و همچنین بررسی اتفاقات و حواشی پیرامون فوتبال اروپا می‌پردازد.اجرای این برنامه برعهده حمید محمدی و حسین اسدی می باشد.

## پیشینه
گزارش ورزشی در سال ۱۳۸۱ توسط حسین ذکایی بنیان‌گذاری شد. اولین قسمت این برنامه در ۱۸ مرداد ۱۳۸۱ پخش شد.در سال ۱۴۰۳ تهیه کننده برنامه پویا خسروی شد.و حسین ذکایی رسما از برنامه جدا شد.

## ویژگی‌ها

### پخش
برنامه گزارش ورزشی در روز بازی‌های مهم فوتبال اروپا حدود ۵ دقیقه قبل از شروع بازی روی آنتن می‌رود.

### اجرا
مجریان کنونی این برنامه حسین اسدی و حمید محمدی هستند. حسین اسدی از ۱۴۰۰ تا هم‌اکنون مجری برنامه است. محمدرضا احمدی از سال ۱۳۸۹ تا ۱۳۹۹ مجری برنامه بود و در همان سال از برنامه گزارش ورزشی به برنامه فوتبال برتر پیوست. رضا جاودانی که از ۱۳۸۱ مجری برنامه بود، و در سال ۱۴۰۲ با قطع همکاری با سازمان صدا و سیما جمهوری اسلامی ایران، از برنامه جدا شد.همچنین در سال ۱۴۰۲ حمید محمدی مجری سرشناس و پیشین برنامه فوتبال ۱۲۰، به عنوان مجری جایگزین رضا جاودانی در گزارش ورزشی شد.

## درون‌مایه

### روند برنامه
برنامه گزارش ورزشی هر هفته به مرور و تحلیل رویدادهای مرتبط با فوتبال اروپا می‌پردازد. به‌طور معمول، این برنامه به پخش بازی‌های فوتبال انگلستان، اسپانیا، آلمان، ایتالیا، فرانسه و لیگ قهرمانان اروپا می‌پردازد. قسمت‌هایی از برنامه نیز به بررسی حواشی و اخبار مرتبط با فوتبال اروپا اختصاص دارد.

### بخش‌های برنامه
- پخش بازی‌ها:

در این برنامه بازی‌های مهم فوتبال اروپا پخش می‌شود.
- نظرسنجی:

بینندگان برنامه می‌توانند بعد از انجام هر بازی، در نظرسنجی ارزیابی گزارشگر بازی در کانال رسمی تلگرام گزارش ورزشی شرکت کنند.
- آیتم‌ها:

در این بخش، آیتم‌هایی از تیم‌ها، بازیکنان و مربیان فوتبال اروپا پخش می‌شود.
- اخبار فوتبال اروپا:

خلاصهٔ مهم‌ترین اخبار فوتبال اروپا در این بخش بررسی می‌شود.
- مستندهای موضوعی:

در این برنامه به تناسب اتفاقات هفته گذشته (یا آینده) مستندهایی کوتاه و گاهی با متنی ادبی پخش می‌شود. معمولاً این مستندها علاوه بر موضوعات فوتبالی، دربرگیرنده موضوعات اجتماعی و فرهنگی هم می‌شوند.
- پیش‌بازی:

در این بخش بررسی شرایط تیم‌های برگزارکنندهٔ بازی در هفته‌های قبل، بررسی آماری همراه با نگاه تاریخی صورت می‌گیرد.
- بررسی روزنامه‌های فوتبالی اروپا:

در این برنامه معمولاً تیترهای روزنامه‌های فوتبالی معتبر اروپا اعم از روزنامه‌های فوتبالی کشورهای انگلستان و اسپانیا و ایتالیا مورد بررسی قرار می‌گیرد.

## فهرست مسابقات
| کشور          | نام مسابقات                    | لوگو | قلم                     |
| ------------- | ------------------------------ | ---- | ----------------------- |
| انگلستان      | لیگ برتر فوتبال انگلستان       |      | پریمیر سنس دبلیو۰۱      |
| انگلستان      | جام حذفی فوتبال انگلستان       |      | پریمیر سنس دبلیو۰۱      |
| انگلستان      | جام اتحادیه باشگاه‌های انگلستان |      | پریمیر سنس دبلیو۰۱      |
| انگلستان      | جام خیریه انگلستان             |      | پریمیر سنس دبلیو۰۱      |
| اسپانیا       | لا لیگا                        |      | کور سنس سی              |
| اسپانیا       | کوپا دل ری                     |      | کور سنس سی              |
| اسپانیا       | سوپر جام فوتبال اسپانیا        |      | کور سنس سی              |
| آلمان         | بوندس‌لیگا                      |      | دی اف ال                |
| آلمان         | جام حذفی فوتبال آلمان          |      | دی اف ال                |
| آلمان         | سوپر جام فوتبال آلمان          |      | دی اف ال                |
| ایتالیا       | سری آ                          |      | فابریکات و دین نکست     |
| ایتالیا       | جام حذفی فوتبال ایتالیا        |      | فابریکات و دین نکست     |
| ایتالیا       | سوپر جام فوتبال ایتالیا        |      | فابریکات و دین نکست     |
| فرانسه        | لیگ ۱                          |      | لیگ ۱ وی ۱              |
| فرانسه        | جام حذفی فوتبال فرانسه         |      |                         |
| فرانسه        | سوپر جام فوتبال فرانسه         |      |                         |
| جهان          | مقدماتی جام جهانی فوتبال       |      |                         |
| جهان          | بازی دوستانه                   |      |                         |
| جهان          | جام باشگاه‌های فوتبال جهان      |      |                         |
| جهان          | جام بین‌المللی قهرمانان         |      |                         |
| اروپا         | لیگ قهرمانان اروپا             |      | چمپیونز                 |
| اروپا         | لیگ اروپا                      |      | اروپا نووا و اروپا تیتل |
| اروپا         | لیگ کنفراس اروپا               |      |                         |
| اروپا         | مقدماتی جام ملت‌های اروپا       |      | پی اف بیوسنس پرو        |
| اروپا         | لیگ ملت‌های اروپا               |      | یوفا نیشنز              |
| اروپا         | سوپر جام اروپا                 |      | یوفا سوپرکاپ            |
| آمریکای جنوبی | کوپا آمریکا                    |      | قلم کوپا آمریکا         |

## حواشی

### سانسور لوگوی آ.اس. رم
در پیش‌بازیِ بازی رفت بارسلونا و آ.اس. رم در مرحله یک چهارم نهایی لیگ قهرمانان اروپا ۱۸–۲۰۱۷، لوگوی تیم آ.اس. رم (شیر دادن گرگ به دو کودک) سانسور شد که بازتاب جهانی داشت و واکنش کاربران فضای مجازی را در پیش داشت. و حتی باعث شد که تیم آ.اس. رم در توییتر صفحه فارسی خود را بسازد تا با هواداران فارسی‌زبان ارتباط برقرار کند.